# Гъртруд Стайн
Гъртруд Стайн (на английски: Gertrude Stein) е американска писателка, поетеса, драматург, литературен теоретик, меценат и колекционер на произведения на изкуството, работила дълго във Франция.

## Биография и творчество
Гъртруд Стайн е родена на 3 февруари 1874 г. в Алегейни (сега част от Питсбърг), Пенсилвания, САЩ, в семейството на Даниел и Амелия Стайн. Баща ѝ е богат бизнесмен с имоти. Тя е най-малката от петте деца. Когато е тригодишна семейството се мести за една година в Европа и живее във Виена и Париж до завръщането си в Оукланд, Калифорния през 1878 г. Баща ѝ става директор на трамвайните линии на Сан Франциско. От малка е запалена читатетлка на произведения на Уилям Шекспир, Уилям Уърдсуърт, Уолтър Скот, Робърт Бърнс, Хенри Филдинг, и др. Когато е 14-годишна майка ѝ умира от рак, завещавайки на тираничния ѝ баща да застави дъщеря им да учи медицина. Три години по-късно умира и баща ѝ, който ѝ повлиява твърде силно за отношенията на момичето към мъжете. Най-големия ѝ брат поема семейния бизнес и семейството се мести в Сан Франциско, а през 1892 г. урежда Гъртруд и сестра ѝ Берта да живеят със семейството на майка си в Балтимор. В Балтимор се запознава със сестрите Кларибел и Ета Коун, които провеждат съботни вечерни салони, които тя по-късно ще прави в Париж.
Гъртруд Стайн следва психология в Радклиф Колидж на Харвардския университет в периода 1893 – 1897 г. при психолога и философ Уилям Джеймс. Там прави експерименти върху нормалния двигателен автоматизъм, феномен, за който се предполага, че възниква при хората, когато вниманието им е разделено между две едновременни интелигентни дейности като писане и говорене. В колежа се сприятелява с Мейбъл Фут Уикс, чиято кореспонденция проследява голяма част от развитието на живота на Стайн. През 1997 г. прекарва лятото в Уудс Хоул, Масачузетс, където изучава ембриология в Морската биологична лаборатория. През 1998 г. получава от Радклиф Колидж бакалавърска степен по изкуства с отличие. През 1997 г. постъпва в медицинския колеж „Джон Хопкинск“, но няма интерес от специалността и след три години го напуска без да завърши. В училището има първата си лесбийска връзка със своята приятелка и състудентка Мей Букстейвър.
През 1902 г. заминава с брат си Лео, изкуствовед, в Лондон, а на следващата година в Париж, където живее с парите, останали от родителите ѝ. Двамата с брат си колекционират кубистична живопис която е твърде авангардна по това време. Пабло Пикасо, Анри Матис и Жорж Брак са близки техни приятели и редовно присъстват в салона им на „Рю де Фльор“ 27 в Париж. Освен това закупуват картини на Анри Мангуен, Пиер Бонар, Пол Гоген, Пол Сезан, Пиер-Огюст Реноар, Оноре Домие, Хуан Грис, Анри дьо Тулуз-Лотрек, Андре Масон, Марк Шагал, Амедео Модиляни, Жул Паскин и Франсис Роуз. Лео и Гъртруд се разделят през 1914 г. разделяйки и колекцията от картини. След раздялата им, мястото му в апартамента заема Алис Токлас като съветничка, защитничка и любовница на Гъртруд Стайн за следващите 38 години.
Докато живее в Париж, Щайн започва да изпраща своите писания за публикуване. Най-ранните ѝ писания са предимно преразкази на нейните преживявания в колежа. Пише и три книги: Q.E.D., написана през 1903 г., но непубликувана до 1950 г., „Три живота“, публикувана през 1909 г., която е оценена от критиката, и „Създаването на американците“, написана между 1903 и 1911 г., но публикувана през 1925 г. Най-популярната ѝ книга е мемоарната „Автобиография на Алис Б. Токлас“, издадена през 1933 г.
През 1911 г. се запознава с Мейбъл Додж Лухан, с която имат ползотворно приятелство, по време на което богатата Мейбъл рекламира легендата на Гъртруд в САЩ. През 1913 г. се запознава в Париж с известния критик и фотограф Карл Ван Вехтен, с когото стават приятели за цял живот, а той служи като ентусиазиран защитник и агент на литературната ѝ работа в САЩ. Литературната ѝ слава расте, с която расте и кръгът писатели, с които тя се сприятелява – това са Франсис Скот Фицджералд, Шърууд Андерсън, Ърнест Хемингуей.
През октомври 1934 г. тя се връща в САЩ след 30-годишно отсъствие и е посрещната със значително внимание от медиите и обществото. Прави 6-месечно турне пресичайки 23 щата и посещавайки 37 града, където чете лекции. Среща се с много известни личности, включително Елинор Рузвелт и Чарли Чаплин. Тя се превръща в легенда в Париж, особено след като оцелява по време на германската окупация на Франция и се сприятелява с много млади американски военнослужещи, които я посещават.
Гъртруд Стайн умира след операция от рак на стомаха на 27 юли 1946 г. в американската болница в Ньой сюр Сен, Франция. Погребана е в Париж в гробището „Пер Лашез“. Завещава състоянието и авторските си права си на Алис Толкас, която ги владее до 1961 г., когато са спечелени от семейство на писателката. Роднините на писателката разпродават колекцията ѝ за 6 милиона долара.
На нейно име е учредена литературна награда за иновативна литература.

## Произведения
- Three Lives (1909)[2]
Три жития : Добрата Ана (откъс), сп. „Страница“ (бр. 2, 2014, с. 67 – 73), прев. Йордан Костурков
- White Wines (1913)
- Tender Buttons: Objects, Food, Rooms (1914)
- An Exercise in Analysis (1917)
- A Circular Play (1920)
- Geography and Plays (1922)
- The Making of Americans: Being a History of a Family's Progress (1906 – 1911, публикуван 1925)
- Four Saints in Three Acts (1929) – либрето
- Useful Knowledge (1929)
- An Acquaintance with Description (1929)
- Lucy Church Amiably (1930)
- How to Write (1931)
- They must. Be Wedded. To Their Wife (1931)
- Operas and Plays (1932)
- Matisse Picasso and Gertrude Stein with Two Shorter Stories (1933)
- The Autobiography of Alice B. Toklas (1933)
- Blood on the Dining Room Floor (1933)
- Portraits and Prayers (1934)
- Lectures in America (1935)
- The Geographical History of America or the Relation of Human Nature to the Human Mind (1936)
- Everybody's Autobiography (1937) – автобиография
- Picasso (1938)
- Doctor Faustus Lights the Lights (1938)
- The World is Round (1939) – приказки с илюстрации
Земното кълбо се върти, изд. „Лист“ (2017), прев. Олга Николова, ил. Мила Янева-Табакова
- Paris France (1940)
- Ida A Novel (1941)
- Three Sisters Who Are Not Sisters (1943)
- Wars I Have Seen (1945)
- À la recherche d'un jeune peintre (1945)
- Reflections on the Atomic Bomb (1946)
- Brewsie and Willie (1946)
- The Mother of Us All (1946) – либрето
- Gertrude Stein on Picasso (1946d)
- Four in America (1947)
- Mrs. Reynolds (1947)
- Last Operas and Plays (1949)

### Други, издадени на български език
- Париж интригува и умиротворява, разказ в сборника „Велики писатели разказват за Париж“, изд. „Смарт Букс“ (2015), прев. Светла Евстатиева
- Когато една жена има крава: любовна история, разказ, „Литературен вестник“ (18 – 24 юни 1997, с. 16), прев. Илко Батаклиев
- Ада, разказ, сп. „Глас“ (13, 1995, с. 50 – 53), прев. Радка Маргаритова

### Екранизации
- Omnibus (1954) – тв сериал, 1 епизод
- NET Playhouse (1967) – тв сериал, 1 епизод
- Actor's Choice (1970) – тв сериал, 1 епизод
- Opus 40 – късометражен
- O Cinema Falado (1986)
- Quest for Love (1988) – по Q.E.D.
- Three Plays by Gertrude Stein (1988) – тв филм
- Poèmes à voir (2004) – тв сериал, 1 епизод
- Hubby/Wifey (2005)
- Tender Buttons (2011) – късометражен
- Gertrude Stein's Brewsie and Willie (2012)